# Neonazismo no Brasil
O Neonazismo no Brasil teve início na década de 1980, a partir de alguns grupos de skinhead (“cabeças raspadas”). Sua origem foi influenciada pela estagnação econômica no fim da ditadura militar no país e incerteza política na época da redemocratização. Este contexto facilitou a assimilação por grupos de jovens brasileiros das ideias do movimento neonazista internacional, enquadrando-se também em uma tendência global de expansão do movimento, até então relativamente restrito ao seu berço, o Reino Unido, fortalecido pelo sucesso político da ultraconservadora e racista Frente Nacional britânica. Em 2019, havia 334 grupos neonazistas am atividade no país, concentradas sobretudo nas regiões Sul e Sudeste.
O mapa, elaborado pela antropóloga Adriana Dias, que dedicou-se à pesquisa do neonazismo no Brasil desde 2002 até sua morte em 2023, mostrou que em 2022 existiam pelo menos 530 núcleos extremistas, abrangendo um universo que pode chegar a 10 mil pessoas. Isso representa um crescimento de 270,6% de janeiro de 2019 a maio de 2021.

## Características

Os neonazistas brasileiros frequentemente atacam os migrantes nordestinos

Existem hoje 334 grupos neonazistas operando no Brasil, cada uma delas com três a quarenta participantes. Esses grupos encontram-se espalhados sobretudo por São Paulo (com grande concentração na capital e em Santo André) Santa Catarina, Paraná e Rio Grande do Sul. Embora sejam mais comuns em localidades do Sul e do Sudeste, há registros de grupos em operação também em cidades do Nordeste como Fortaleza, João Pessoa e Feira de Santana.
São tradicionalmente divididos em duas vertentes: uma mais "intelectualizada" e elitizada, dedicada ao ativismo político e à produção cultural do movimento, congregando profissionais liberais, militares, empresários e universitários (alegando ser herdeira direta dos integralistas da década de 1930); e uma outra mais agressiva, agindo de forma clandestina, composta pelos Carecas do ABC (denominação local dos skinheads), gangues de jovens de origem proletária ou de classe média baixa que frequentemente praticam ataques a minorias, consideradas culpadas pela falta de oportunidades da juventude, discurso esse potencializado desde a adoção do sistema de discriminação positiva pelas universidades públicas brasileiras.
Embora mantenham estreitas relações entre si, chegando a congregar indivíduos com dupla militância, os grupos neonazistas brasileiros caracterizam-se frequentemente pela ausência de hierarquia formal e por inúmeras divergências, discórdias e paradoxos quanto à ideologia e objetivos. Há, entretanto, características comuns a todos, sobretudo a apologia à intolerância.
De forma análoga ao movimento internacional, os grupos brasileiros frequentemente professam ideais ultranacionalistas, racistas, xenófobos e discriminatórios e advogam, em maior ou menor grau, o uso da violência. À perseguição de negros, homossexuais, judeus e dependentes químicos, grupos neonazistas também somam outro alvo, os migrantes nordestinos, estabelecendo dessa forma um paralelo adaptado à realidade local da perseguição sofrida por imigrantes africanos, asiáticos e latino-americanos por neonazistas europeus e norte-americanos. Também opõem-se fortemente ao sionismo, aos comunistas e à esquerda política como um todo. Vínculos ideológicos com o nazismo e com o fascismo, assumidos ou dissimulados, também são comuns a quase todos os grupos.
A pesquisadora Adriana Dias divide o movimento neonazista brasileiro em 17 grupos, entre hitleristas, supremacistas, separatistas, de negação do Holocausto e até mesmo seções locais da Ku Klux Klan, que ela descobriu estarem em operação em Blumenau e em Niterói.

## Grupos neonazistas brasileiros
- Carecas do ABC: Surgiu como uma dissidência dos Carecas do Subúrbio, ocorrida por divergências ideológicas entre as facções internas.[2] Seus membros, estimados entre 50 e 100 militantes organizados, estão concentrados na região do ABC paulista, principalmente em Santo André, sendo na maioria de origem operária. São apontados como mais organizados e mais "intelectualizados" do que seu grupo originário. Adotam hierarquia baseada na organização militar, com "generais" e "soldados". Aproximam-se dos Carecas do Subúrbio na apologia da violência, mas, ao contrário destes, não portam armas de fogo, tendo no uso exclusivo da força física um pressuposto dos seus ideais. Identificam-se com o integralismo de Plínio Salgado e adotam o lema "Deus, pátria e família". Admitem a presença de negros e nordestinos em suas fileiras, mas vetam  a entrada de mulheres. Também se opõem à presença de multinacionais em território brasileiro.[carece de fontes?]
- White Power: Surgiu em 1989, originário de uma dissidência dos Carecas do Subúrbio (do qual era a princípio uma facção mais extremada).[2] A maioria de seus membros localiza-se na Grande São Paulo, possuindo também ramificações em toda a Região Sul do Brasil, embora não obedeçam a qualquer tipo de hierarquia. É considerado o mais radical e agressivo de todos os grupos neonazistas brasileiros.[2] Ultra-racistas, adotam quase integralmente a estética e a ideologia nazista/hitlerista. Defendem a superioridade da "raça branca" e manifestam violento repúdio a negros, mulatos, homossexuais, judeus e demais minorias. Notadamente, perseguem os migrantes nordestinos, apontados pelo grupo como "sub-raça", responsabilizando-os pelos problemas sociais e econômicos de São Paulo. Defendem a separação dos estados das regiões Sul e Sudeste do restante Brasil. Com objetivos apologéticos, cultuam os ideais da Revolução Constitucionalista de 1932 e, no Sul, os movimentos locais de caráter separatista, como a Guerra dos Farrapos. É um dos maiores grupos neonazistas brasileiros, congregando mais de mil militantes, a maioria jovens de classe média, bem como profissionais liberais, estudantes e empresários. É também um dos grupos mais "internacionalizados", mantendo contatos com agremiações estrangeiros, sobretudo na Alemanha, Itália e França, e também com a Ku Klux Klan nos Estados Unidos. No Brasil, estão estreitamente vinculados ao Partido Nacionalista Revolucionário Brasileiro, fundado por Armando Zanine Teixeira Júnior. Gangues ligadas ao grupo costumam portar armas brancas e de fogo. Praticam o culto da força física, fazem musculação e treinam artes marciais. Admitem mulheres em suas fileiras.[10]
- Partido Nacionalista Revolucionário Brasileiro (PNRB): Já denominado "Partido Nacional-Socialista Brasileiro" (PNSB). Apesar da denominação, não é reconhecido como um partido político oficial. Foi fundado em 1988 pelo antigo oficial da marinha mercante carioca Armando Zanine Teixeira Júnior. Atua sobretudo no Rio de Janeiro, possuindo ramificações em São Paulo, no Espírito Santo, na Bahia e no Distrito Federal. De ideologia excludente, mantém um discurso calcado em pressupostos ultranacionalistas, xenófobos e anti-semitas. O grupo afirma repudiar o racismo, a discriminação contra nordestinos e a violência dos skinheads, mas possui alguns carecas de dupla militância em suas fileiras.[11]
- Carecas do Brasil: Seus membros atuam no estado do Rio de Janeiro. O grupo é apontado como a facção fluminense dos Carecas do Subúrbio. Como este, afirma não discriminar negros e nordestinos. Estiveram ligados no passado ao Partido Nacionalista Revolucionário Brasileiro. Somam cerca de 50 militantes organizados. Agressivos, perseguem homossexuais, judeus e dependentes químicos. Tornaram-se conhecidos ao protagonizar um violento tumulto durante o show da banda punk Ramones no Canecão, Rio de Janeiro, na noite de 23 de setembro de 1992.[11]
- Soberanos da Revolução (SDR)[12]: É um movimento composto por 5 a 8 membros do Rio de Janeiro, provavelmente sediado em São Paulo e que pregam sua doutrina na internet, sendo acessível para todo o público internauta em seus websites. Tem ideais ofensivos a diversos grupos. Não se espelham nem se baseiam em nenhuma teoria, visão política ou movimento, tendo uma filosofia única, formada pelo rebusque de diversas opiniões polêmicas. Sua doutrina apresenta ideias antipatriotas, ateístas, racistas (incluindo aversão a negros, latinos e asiáticos), contrárias a qualquer religião, neonazistas (apesar de não se autoafirmarem explicitamente como tal), homofóbicas, xenófobas (contra migrações nordestinas e bolivianas), elitistas, segregacionistas, potencialmente hedonistas (criticam a aparência de idosos e defendem suicídio em idade avançada), veganas e contra o uso de videogames. Também são a favor do desligamento de máquinas de um indivíduo em estado de eutanásia, contra a transfusão de sangue e doação de órgãos. As teorias mais conhecidas são as da "Síndrome de Cirilo" (teoria racista que condena a dita auto-segregação de negros e suas "manias de perseguição", tratando-as como doenças psicológicas) e as teorias "anti-cariocas", que repudiam o suposto comportamento pouco sutil e indiscreto do povo do Rio de Janeiro, seus desapegos ao trabalho e condenam a influência direta das favelas na vida carioca, como por exemplo com o gosto musical, com a falta de cultura, com a mistura racial, etc., além de fazerem duras críticas à cidade principalmente por sua violência e por sua imagem negativa que traz para o país mundo afora.

## Demografia

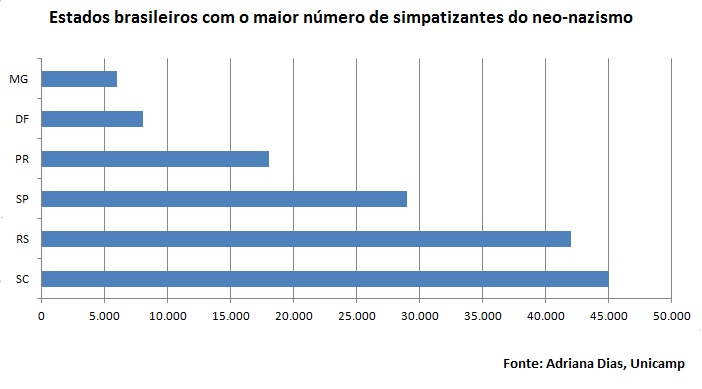
Estados brasileiros por número de simpatizantes do neo-nazismo. São considerados simpatizantes internautas que já fizeram o download de mais de 100 arquivos em sites neo-nazistas.

Desde o surgimento do grupo Carecas do Subúrbio, o alcance das ideias nazistas foi ampliado no país, sobretudo devido à possibilidade de comunicação anônima na internet. A Secretaria de Direitos Humanos da Presidência da República, recebeu, entre 2006 e 2014, 228.962 denúncias de conteúdo neonazista na internet. O número de blogs neonazistas cresceu mais de 550% entre 2002 e 2009. Segundo a antropóloga Adriana Dias, pesquisadora sobre o tema desde 2002, que já prestou consultoria para a Polícia Federal e para serviços de inteligência de outros países, os grupos neonazistas são predominantes no Sul do Brasil, região marcada pela imigração europeia, embora tenham crescido vertiginosamente no Distrito Federal e nos estados de Minas Gerais, Rio de Janeiro e São Paulo nos últimos anos.
A pesquisadora mapeia o número de internautas que fazem downloads de arquivos em sites neonazistas, considerando como simpatizantes da ideologia aqueles que já fizeram mais de 100 downloads. Segundo esse critério, haveria, em 2013, cerca de 105 mil neonazistas no Sul do país; 45 mil apenas no estado de Santa Catarina. A polícia, no entanto, considera que o método sobrevaloriza o número de neonazistas. Haveria, segundo Dias, mais de 300 grupos neonazistas no Brasil, a maioria deles concentrados em São Paulo e no Sul. São 99 grupos no estado de São Paulo, sendo 28 deles localizados na capital. Os estados do Sul são os próximos em número de grupos nazistas: Santa Catarina possui 69, Paraná tem 66 e Rio Grande do Sul tem 47.
Na opinião da pesquisadora, o acalorado debate entre tucanos e petistas na eleição presidencial de 2010, quando foram levantados temas como a legalização do aborto e do casamento entre pessoas do mesmo sexo, teria dado um fôlego novo ao movimento. De acordo com matéria da revista Istoé, o candidato tucano José Serra teria se aproximado de grupos ultraconservadores para tentar vencer a eleição. Segundo Dias, o preconceito aos nordestinos presenciado na internet após a vitória do PT, que "vem desde as eleições do Lula", foi radicalizado durante a eleição de Dilma Rousseff. Para os neonazistas, os governos Lula e Dilma representam o momento histórico de perda de poder dos brancos, devido à ascensão da nova classe média.
No caso específico de Minas Gerais, o neonazismo parece ter ganho fôlego um ano antes, como resposta ao assassinato de Bernardo Dayrell Pedroso, que estava tentando criar uma dissidência entre mineiros e paulistas no movimento em que militava. Além disso, a adoção de ações afirmativas por universidades públicas brasileiras reforça o discurso desses grupos de que os negros estão tomando o espaço dos brancos na sociedade. Parte dos neonazistas estariam se empenhando na refundação da Arena.
Segundo Dias, a maioria dos neonazistas brasileiros são brancos, homens, religiosos, jovens, e pessoas com diploma de ensino superior. Para ser aceito no grupo, é necessário enfrentar um ritual de aceitação, que envolve espancar um negro ou judeu na rua. Se aceito no movimento, o novato recebe um manual que lhe dirá, entre outras coisas, como reconhecer um "útero branco", ou seja, a mulher perfeita para procriação; estas não são muito ativas no movimento, sendo vistas apenas como apoio emocional dos homens. Há dois grandes grupos etários de neonazistas no Brasil. O primeiro tem entre 18 e 25 anos e o segundo tem entre 35 e 45 anos; esse último seria o líder do primeiro.
Para Dias, os grupos neonazistas atendem aos anseios de parcela da juventude; os jovens em busca de uma causa ou com histórico de problemas familiares e de socialização veem no grupo um local de aceitação, que os convencem de que o negro tomou seu espaço na sociedade. Os líderes, segundo a antropóloga, geralmente não participam das ações violentas, por se tratar de "pessoas que já possuem uma condição financeira melhor e (...) um alto grau de instrução que buscam se resguardar de eventuais ações judiciais". Eles conduzem o movimento, promovendo a leitura de material antissemita, composto por William Patch, Thomas Haden, Miguel Serrano. Além disso, promovem bandas racistas como Comando Blindado, Zurzir, Defesa Armada e Resistência 88. Alguns grupos aceitam mulatos, em especial no estado de São Paulo.
Após a eleição de Jair Bolsonaro à presidência, Adriana Dias detectou o surgimento de grupos neonazistas em estados até então sem registros de atividade, como Goiás, que já conta com seis grupos, localizados nas cidades de Goiânia, Luziânia e Pirenópolis. Conforme a pesquisadora, "as células haviam começado a se dirigir para o Centro-Oeste [nos estudos anteriores], mas foi a primeira vez que elas apareceram extremamente fortes".

## Ocorrências

### Operação Bergon
Foi uma operação realizada pelo Ministério Público e pela Polícia Civil de diversos estados, com investigação da Delegacia da Criança e do Adolescente Vítima e do Grupo de Atuação Especial de Combate ao Crime Organizado, com auxilio de autoridades americanas através da Homeland Security Investigations, resultando em 4 prisões e 31 ações de busca e apreensão de individuos vinculados à grupos antissemitas, racistas e neonazistas. A operação ocorreu no Rio de Janeiro, Rio Grande do Norte, Paraná, Rio Grande do Sul, Minas Gerais e Santa Catarina. Foi resultado de uma investigação de sete meses sobre as redes de disseminação de conteúdo incitando a violência contra negros e judeus, como também as dinâmicas de recrutamento e treinamento de simpatizantes. Seu nome é em referência à Denise Bergon, uma freira francesa que escondeu crianças judias durante a perseguição nazista. A investigação teve início a partir de um massacre em uma creche na cidade de Saudades, Santa Catarina, que aconteceu em março de 2021 por ação de um jovem de 18, que matou três crianças e duas professoras. No telefone do assassino foram encontradas evidências de vinculos com grupos neonazistas do Rio de Janeiro.

No Rio de Janeiro, um dos grupos investigados, denomidado U.N.C, realizava encontros no Parque do Mendanha, com fins de treinamento militar visando situações de combate urbano, o treinamento era organizado por um integrante auto-denominado 'Mengele NS' (em referência à Josef Mengele e NS de Nacional-Socialismo), que é um ex-militar. Um dos neonazistas presos em São Paulo confessou à polícia que planejava realizar um ataque contra uma festa de ano novo, com ele foram encontradas bombas caseiras.

### Operação Trend
A Operação Trend foi uma ação conjunta entre a Polícia Civil de Santa Catarina e o Ministério da Justiça e Segurança Pública, realizada em 10 unidades federativas do Brasil em outubro de 2023. Durante essa operação, 16 mandados de busca e apreensão foram cumpridos em diversos municípios, incluindo Santa Cruz de Monte Castelo (PR), Rio Pardo (RS), Belo Horizonte (MG), Pedro Leopoldo (MG), Caucaia (CE), Rio de Janeiro (RJ), São José dos Pinhais (PR), Miguel Pereira (RJ), São Paulo (SP), Porto Alegre (RS), Altamira (PA), Itapecerica da Serra (SP), Brasília (DF), Primavera do Leste (MT), Joinville, e Florianópolis (SC). A investigação, que teve como ponto focal o Centro Integrado de Comando e Controle Nacional – CICCN em Brasília/DF, revelou um verdadeiro mapa do racismo no ciberespaço. No total, foram 19 aparelhos celulares apreendidos dos suspeitos, além de computadores e outros documentos. Cerca de 100 policiais de diferentes estados participaram da ação. Até fevereiro de 2024, as investigações continuam em sigilo.

### Gesto neonazista durante manifestação em Santa Catarina
No bloqueio realizado na rodovia SC-163, em São Miguel do Oeste, Santa Catarina, os manifestantes bolsonaristas, realizaram, no dia 2 de novembro, um momento solene de celebração do Hino nacional brasileiro, durante o qual fizeram gestos semelhantes à saudação nazista. Vídeos do acontecimento foram amplamente compartilhados, e causaram inúmeras reações de espanto e condenação. O estado de Santa Catarina já registra uma grande ampliação de grupos neonazistas nos últimos anos, no mesmo município de São Miguel do Oeste foram presos membros de um grupo neonazista em uma operação realizada em outubro, esse se intitulava a 'Nova SS de SC', e possuía armas brancas, artesanais, e impressoras 3D destinadas à fabricação de armas. A atual vice-governadora do estado, e deputada federal eleita, Daniela Reinehr, é filha de Altair Reinehr, notório divulgador de ideias nazistas, que a parlamentar se recusa a condenar publicamente.